# Wairau River
Wairau River – rzeka w Nowej Zelandii, na Wyspie Południowej, w regionie Marlborough. Ma długość około 170 km (105 mil), a jej dorzecze wynosi 4220 km². 
Źródła Wairau River znajdują się w paśmie Spenser Mountains na wysokości 2202 m n.p.m. W górnym biegu rzeki głównym jej dopływem jest Rainbow River mający źródła w Saint Arnaud Range. Początkowo rzeka płynie w kierunku północnym przez około 500 km i oddziela pasmo Saint Arnaud Range na zachodzie od Raglan Range na wschodzie. Następnie płynie w kierunku północno-wschodnim przez obniżenie zwane „Wairau Valley” - miejsce to wypełnione jest materiałem polodowcowym naniesionym tutaj przez rzekę. Krajobraz w tym miejscu jest zdominowany przez farmy owiec. Rzeka Wairau uchodzi do morza w zatoce Cloudy Bay w osadzie Wairau Bar (Te Pokohiwi), na północny zachód od przylądka White Bluffs. Tuż przed ujściem rzeka przepływa przez północny kraniec Big Lagoon. Dolny bieg rzeki charakteryzuje się niskim spadkiem i w związku z tym okoliczne tereny podatne na powodzie. Ostatnia poważna powódź miała miejsce w lipcu 1983 roku, kiedy wezbrane wody zalały miasto Renwick oraz osady Spring Creek i Tuamarina. Głównymi dopływami rzeki są Branch River oraz Waihopia, które spływają z pasm na południowy wschód od Wairau River. W pobliżu ujścia po południowej stronie rzeki leży miasto Blenheim.

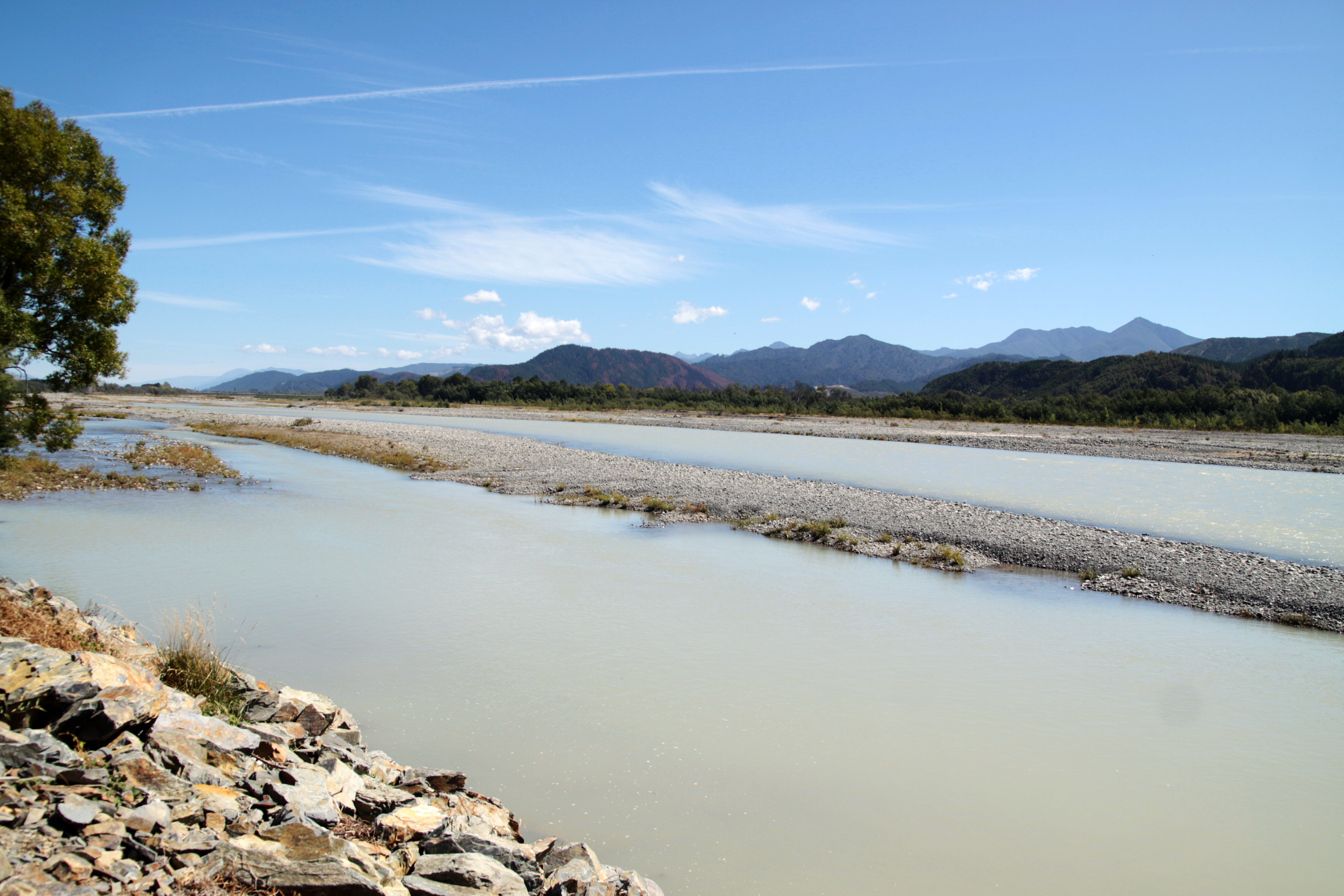
Wairau River

Większość równiny w dolnym biegu rzeki była zalesiona zanim przybyli ludzie. W momencie kiedy przybyli pierwsi Europejczycy duże obszary wschodniej części równiny zostały oczyszczone przez pożary i nie zdołały się zregenerować. Północny brzeg Wairau River był prawie całkowicie zalesiony lasem liściastym z domieszką gatunków z rodzaju Podocarpus, podczas gdy południowa strona była pokryta łąkami. W dolnym biegu, gdy zbliża się do morza, rzeka meandruje do pewnego stopnia, a Grovetown Lagoon jest starorzeczem utworzonym przez dawną pętlę Wairau River, która została odcięta od głównego koryta podczas jednej z powodzi. 
Wairau River jest głównym źródłem wody do nawadniania winnic. Dolny bieg rzeki jest żeglowny. Wairau River stwarza również możliwości połowu pstrągów.